# 이동현 (축구 선수)
이동현(1989년 9월 19일 ~ )은 대한민국의 축구 선수이며 포지션은 공격수이다.

## 축구인 경력

### 선수 경력
2010년 강원 FC에 입단하였으나 데뷔 시즌 주전 경쟁에서 밀려 리그 3경기 출전에 그친 후 2011년 강릉시청으로 이적하였다.
강릉시청의 주포로 활약하며 2012 시즌 리그 10경기 무패 행진을 이끄는 등 맹활약하였고 2013년 1월 2013 시즌을 준비하는 대전 시티즌 김인완 감독의 눈에 들어 대전으로 이적하였다. 조진호 감독으로 사령탑이 바뀐 뒤에도 2013 시즌 마지막 경기인 전남드래곤즈와의 경기서 선제골을 넣는 등의 활약을 펼쳤다. 2014 시즌의 개막전에 출전하며 선전하는 듯 하였지만 새로 영입된 김찬희에 밀려 결국 울산 현대미포조선으로 단기 임대 이적하였다. 울산 현대미포 소속으로 뛰며 팀의 내셔널리그 우승에 큰 기여를 하였다.
2014 시즌 종료 후 대전으로 복귀한 직후 팀과의 계약이 해지되어 자유 계약 신분이 되었고, FC 안양에 입단하였다.
2015 시즌 종료 후 팀과의 계약기간이 만료되어 창원시청에 입단하였다.

## 수상

### 클럽

#### 울산 현대미포조선 돌고래
- 내셔널리그
  - 우승 1회 : 2014

### 개인

#### 울산 현대미포조선 돌고래
- 2014 내셔널리그 MVP